# Сампсон (митрополит Астраханский)
Митрополит Сампсон — епископ Русской православной церкви, митрополит Астраханский и Терский.
С 1685 года — архимандрит Курского Знаменского монастыря.
2 февраля 1697 года Патриархом Адрианом хиротонисан во епископа Астраханского и Терского с возведением в сан митрополита.
Митрополит Сампсон как в Курском Знаменском монастыре, так и в Астрахани с необыкновенной ревностью трудился над постройкой храмов.
В Астрахани им был построен величественный Успенский собор, законченный в 1710 году. При нем же построены: Крестовая церковь в честь Нерукотворного Образа Спасителя в архиерейском доме (в Астраханском кремле), которая освящена 14 августа 1709 года; церковь Рождества Богородицы, Входа Господня в Иерусалим, соборная церковь в Троицком монастыре и в Покровском монастыре.
В 1705 году, в Астрахани был бунт, однако, при всем опасном положении, он сохранил свою жизнь и содействовал прекращению мятежа и водворению мира и спокойствия в Астрахани.
Скончался 3 апреля 1714 года. Погребён в нижнем храме Успенского собора.
Сампсон был последним астраханским митрополитом; после него постановлено быть в Астрахани епископии, хотя многие астраханские иepapхи были архиепископами.